# 930 MBC 뉴스 원주
《930 MBC 뉴스 원주》는 원주MBC TV에서 매주 월요일부터 금요일 오전 9시 35분에 방송되었던 원주 지역 저녁 뉴스 프로그램이다.

## 앵커
- 무작위 원주MBC 아나운서

## 경쟁 프로그램
- KBS 930 뉴스 강원 (KBS원주 1TV)
- G1 뉴스라인 (G1 TV)